# Tři vzpomínky
Tři vzpomínky (v originále Trois Souvenirs de ma jeunesse) je francouzské komediální drama z roku 2015, které režíroval Arnaud Desplechin podle vlastního scénáře. Představuje prequel k filmu Učená pře aneb Můj pohlavní život. Snímek měl světovou premiéru na filmovém festivalu v Cannes v sekci Quinzaine des réalisateurs dne 15. května 2015.

## Děj
Antropolog, čtyřicátník Paul Dédalus, který se po několika letech nepřítomnosti vrací do Francie, vzpomíná na scény z mládí: na dětství v Roubaix, dospívání během cesty do SSSR, během níž dal svůj pas mladému Židovi, který sní o útěku ze sovětského impéria, a jeho příběh lásky, ještě mladého muže, se středoškolskou studentkou Esther z Roubaix.

## Obsazení
| Quentin Dolmaire         | Paul Dédalus, dospívající |
| Lou Roy-Lecollinet       | Esther, dospívající       |
| Mathieu Amalric          | Paul, dospělý             |
| Olivier Rabourdin        | Abel Dédalus, otec        |
| Pierre Andrau            | Kovalki                   |
| Clémence Le Gall         | Pénélope                  |
| Théo Fernandez           | Bob                       |
| Yassine Douighi          | Medhi                     |
| Dinara Droukarova        | Irina                     |
| Cécile Garcia-Fogel      | Jeanne Dédalus, matka     |
| Anne Benoît              | Louise, Bobova matka      |
| Françoise Lebrun         | Rose                      |
| Gilles Cohen             | Elie                      |
| Benjamin Siksou          | Serge                     |
| Irina Vavilova           | paní Sidorov              |
| Ève Doé-Bruce            | profesorka Béhanzin       |
| Mélodie Richard          | Gilberte                  |
| Éric Ruf                 | Kovalki, dospělý          |
| Pierre-Benoist Varoclier | Yorick                    |
| André Dussollier         | Claverie                  |
| Karine Deshayes          | zpěvačka                  |
| Judith Davis             | Victorine                 |
| Patrick d'Assumçao       | kněz                      |